# 宇部市立新川小学校
宇部市立新川小学校（うべしりつ しんかわしょうがっこう）は、山口県宇部市西小串にある公立小学校。
西日本旅客鉄道（JR西日本）宇部線の宇部新川駅より北東に約600mに位置する。宇部新川駅を中心とした市街地の中にあり、学校前の幹線道路沿線には郊外型店舗が多く立地する。

## 沿革
- 1910年（明治43年）9月 - 宇部村立新川尋常小学校として開校。
- 1940年（昭和15年）10月 - 現在地に移転。
- 1950年（昭和25年）10月 - 学校保健全国表彰受賞。
- 1960年（昭和35年）10月 - 校歌制定。
- 1965年（昭和40年）10月 - ソニー理科教育振興優秀賞受賞。
- 1972年（昭和47年）11月 - 新川小学校教育後援会設立。
- 1980年（昭和55年）10月 - 山口県花いっぱい運動県教育長賞受賞。
- 1981年（昭和56年）4月 - 山口県環境緑化コンクール最優秀賞受賞。
- 1990年（平成2年）10月 - 旧・新川小学校跡地（現・宇部興産ビル）に記念碑を建立。
- 1993年（平成3年）10月 - 山口県学校美術展立体造形の部最優秀賞受賞。
- 1997年（平成9年）9月 - 宇部市花壇コンクール最優秀賞受賞。
- 2004年（平成16年）2月 - 宇部市PTA広報紙コンクール教育長賞受賞。
- 2006年（平成18年）
  - 2月 - 宇部市PTA広報紙コンクール教育長賞受賞。
  - 3月 - やまぐちエコリーダースクールに認証。
- 2007年（平成19年）
  - 2月 - 宇部市教育委員会より特色ある教育「環境教育」受賞。
  - 3月 - やまぐちエコリーダースクールに認証。
- 2008年（平成20年）
  - 2月 - 宇部市教育委員会より特色ある教育「環境教育」受賞。
  - 3月 - やまぐちエコリーダースクールに認証。

## 校歌
1960年（昭和35年）10月に制定。作詞・作曲は新川小学校職員。

## 特徴
- 山口大学医学部附属病院に院内学級を置く[1]。

## 出身者
- 福島啓史郎 - 前参議院議員。
- 柳井正

## 交通アクセス
- 西日本旅客鉄道（JR西日本）宇部線 宇部新川駅下車。